# Ken Galluccio Cup
De Ken Galluccio Cup is het officiële Europees clubkampioenschap van lacrosse. Het wordt sinds 2008 jaarlijks georganiseerd door de ELF (European Lacrosse Federation) en verzamelt de landskampioenen uit de verschillende Europese competities. Oorspronkelijk in het leven geroepen als de Champions Cup in 2008, kreeg het de huidige benaming nadat Ken Galluccio, de bedenker en drijvende kracht achter het toernooi, gestorven was.